# Le più belle di ... Ivan Graziani
Ivan Graziani è un album antologico di Ivan Graziani pubblicato nel 2007.

## Tracce
1. Ballata per 4 stagioni
2. I lupi
3. Lugano addio
4. Pigro
5. Agnese
6. Taglia la testa al gallo
7. Firenze (canzone triste)
8. Pasqua
9. Lontano dalla paura
10. Parla tu
11. Il chitarrista
12. Limiti
13. Franca ti amo
14. Vento caldo
15. La sposa bambina
16. Maledette malelingue
17. Lascia stare il mio gatto
18. Vita